# پیز سالینته
پیز سالینته (به ایتالیایی: Piz Saliente) یک کوه در ایتالیا است که در لمباردی واقع شده‌است. پیز سالینته ۳٬۰۴۸ متر بالاتر از سطح دریا واقع شده‌است.